# Chubut (rivier)
De Chubut is een rivier in Argentinië met een lengte van 810 km.
Het debiet bedraagt 30 m³/s. Het stroomgebied heeft een oppervlakte van 53.801 km². De Chubut mondt uit in de Atlantische Oceaan.
- Library of Congress Control Number: sh2008001299
- Nationale Bibliotheek van Israël: 987007542578805171
- Virtual International Authority File: 315164442